# The Blues Brothers (videogioco)
The Blues Brothers è un videogioco a piattaforme sviluppato e pubblicato dalla Titus Software nel 1991 per i computer Amiga, Amstrad CPC, Atari ST, Commodore 64 e MS-DOS, tratto dal film The Blues Brothers (1980). Nel 1992 uscirono anche edizioni per le console Game Boy e Nintendo Entertainment System.
Nel 1993 venne pubblicato un seguito, The Blues Brothers: Jukebox Adventure.

## Trama
Il gioco è ambientato dopo il film. Lo sceriffo, in seguito ai danni che i fratelli Blues hanno provocato l'ultima volta, ha sequestrato i loro strumenti musicali e ha intimato loro di lasciare la città. Jake e Elwood devono riuscire a recuperare i cinque oggetti rubati (chitarra elettrica, microfono, amplificatore, locandina e permesso per concerto) per poter eseguire il concerto previsto quella sera stessa. Nella loro impresa saranno ostacolati dalla polizia e da diversi abitanti della città arrabbiati.
Jake e Elwood devono attraversare cinque luoghi della città per recuperare un oggetto in ciascuno:
- Centro commerciale, con molti negozi in cui entrare e ascensori da prendere.
- Fabbrica, caratterizzata da enormi cassoni industriali e pontili metallici, senza luoghi in cui entrare; sono presenti anche docce e vasche di acido e rulli metallici.
- Prigione, caratterizzata da celle in cui è possibile entrare e da scale e scalette che portano fin nel sottosuolo.
- Fogne. Qui si alternano punti in cui si cammina ad altri in cui si deve nuotare all'interno dei liquami che scorrono nei cunicoli. Si incontrano strani esseri irreali fatti di fango e pesci ricoperti di melma.
- Cantiere, dove bisogna guardarsi da cani da guardia e operai.

In alcune versioni tra cui quella per Amiga, dopo il quinto livello si accede a un breve livello extra in cui Jake e Elwood devono entrare in un teatro presidiato dalle guardie e raggiungere il palco per il concerto.

## Modalità di gioco
Il gioco può essere eseguito sia da un giocatore singolo che da una coppia di giocatori in cooperazione, escluse le versioni Amstrad CPC e Game Boy che supportano solo il singolo. Il giocatore ha la possibilità di scegliere se prendere il personaggio di Jake o il personaggio di Elwood; nel caso in cui i giocatori siano due non è possibile prendere entrambi lo stesso personaggio. I due personaggi sono diversi solo esteticamente.
La visuale di gioco è bidimensionale di lato e scorre in orizzontale e verticale seguendo i movimenti del giocatore.
Se i giocatori sono due il potere di muovere il quadro viene conferito al giocatore 1 ed è possibile che l'altro giocatore finisca fuori schermo, pur continuando a essere attivo giocando alla cieca; nelle versioni per computer, premendo un tasto si può passare l'inquadratura da un giocatore all'altro.
Ogni giocatore parte con tre vite, ciascuna con tre parti di energia rappresentate da cuori. Ogni volta che si viene toccati o colpiti da nemici o da pericoli dello scenario si perde un cuore, quando si perde l'ultimo cuore si muore e si deve ricominciare dal principio del livello o dal checkpoint (ce n'è uno in ogni livello, circa a metà, e non viene segnalato al giocatore).
I nemici sono rappresentati da svariati personaggi caricaturali e a volte assurdi, spesso in grado di sparare o lanciare qualcosa. Gli unici presenti in tutti i livelli sono dei poliziotti armati di pistola.
Durante il percorso i protagonisti possono camminare a destra e sinistra, saltare, salire scale, arrampicarsi, abbassarsi, camminare accucciati, possono inoltre entrare nelle porte delle varie stanze all'interno dei livelli per cercare oggetti. In alcuni punti è possibile nuotare, anche sott'acqua, senza che il personaggio tolga neppure il cappello. Il giocatore può raccogliere delle casse da imballo lungo il percorso, una alla volta, e lanciarle contro i nemici per eliminarli; non si possono uccidere i nemici in altro modo. Quando si sta trasportando una cassa i movimenti sono un po' intralciati: si salta meno in alto e non si può nuotare o strisciare.
A volte si ottengono palloni per volare in alto e ombrelli per cadere lentamente, in entrambi i casi il giocatore può deviare a destra e sinistra durante il volo.
Durante il tragitto si possono raccogliere dischi in vinile (ogni 100 dischi si vince un cuore), dischi rotti da evitare perché fanno perdere dischi raccolti, cuori extra, vite extra (cappello e occhiali da sole) e punti interrogativi. Il punto interrogativo ha effetti casuali: può aggiungere o togliere dischi in vinile al totale raccolto, o può immobilizzare temporaneamente il personaggio in una specie di balletto. Oltre a questi bonus, in ciascuno dei cinque livelli c'è un oggetto particolare che il giocatore (uno qualunque, se si gioca in due) deve recuperare per poi raggiungere l'uscita, rappresentata da una bandierina, e concludere il livello.

## Colonna sonora
Le canzoni proposte nei vari livelli sono arrangiamenti di canzoni realmente interpretate dai Blues Brothers nel corso della loro carriera. I brani presenti variano a seconda delle versioni del gioco, ad esempio nel caso del Commodore 64 comprendono Everybody Needs Somebody to Love, un brano ispirato a Sweet Home Chicago, e Peter Gunn Theme.

## Accoglienza
The Blues Brothers ottenne prevalentemente buone recensioni dalla stampa di settore, soprattutto per quanto riguarda Amiga e Commodore 64, mentre la versione NES ricevette medie poco entusiaste.